# Хайнрих II (Насау-Диленбург)
Вижте пояснителната страница за други личности с името Хайнрих II.
Хайнрих II фон Насау-Диленбург (на немски: Heinrich II fon Nassau-Dillenburg); на нидерландски: Hendrik II van Nassau-Dillenburg; * 7 юли 1414, Диленбург; † 8 юни 1451, Рим) е граф на Насау-Диленбург, господар на Вианден и Диц от 1442 до 1451 г. заедно с по-големия си брат Йохан IV.

## Биография
Той е вторият син на граф Енгелберт I фон Насау-Диленбург (1370 – 1442) и Йохана фон Поланен (1392 – 1445). Той наследава баща си през 1442 г. заедно с по-големия си брат Йохан IV (1410 – 1475).
Хайнрих II се жени сл. 15 май 1429 г. за графиня Геновева фон Вирнебург († 8 април 1437), дъщеря на граф Рупрехт IV фон Вирнебург († 1445) и графиня Агнес фон Солмс-Браунфелс. След смъртта на Геновева, той се жени ок. 12 септември 1442 г. за Ирмгард фон Шлайден-Юнкерат († 25 април 1451), дъщеря на Йохан II фон Шлайден и графиня Йоана фон Бланкенхайм.
Хайнрих II умира на 8 юни 1451 г. (на 36 години), по време на престой в Рим.

## Деца
От първия си брак той има една дъщеря:
- Отилия фон Насау-Диленбург-Вианден (1437 – 1495), омъжена за:

1. 1450 г. граф Филип II „Млади“ фон Катценелнбоген (1427 – 1453)
2. 1471 г. граф Освалд I фон Тирщайн (ок. 1423 – 1488), губернатор на Елзас, Зундгау и Брайзгау и ландфогт в Лотарингия и Кьолн.